# Filet anti-torpilles

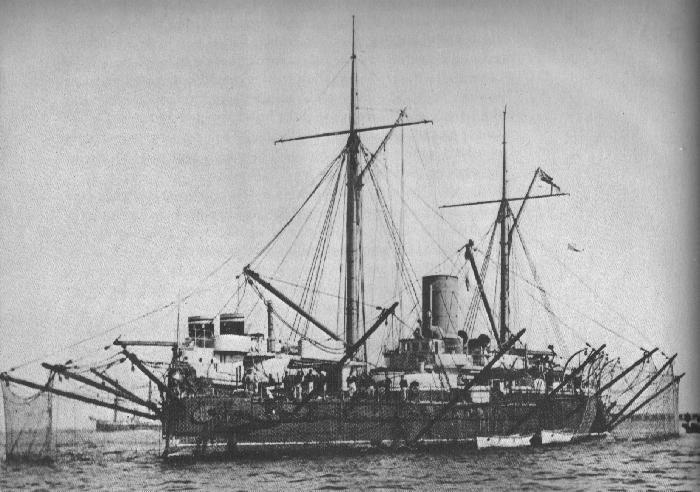
Le HMS Hotspur avec son filet anti-torpilles déployé.

Un filet anti-torpilles est un dispositif défensif contre les torpilles principalement utilisé durant la première moitié du XXe siècle. Ce genre de dispositif laisse ensuite la place aux bulbes et aux ceintures anti-torpilles, intégrés à la coque du navire.

## Conception
Il s'agit d'un filet déployé autour d'un navire, maintenu à distance de la coque à l'aide de bômes. Lorsqu'une torpille approche le navire, elle se heurte d'abord au filet et explose, ne provoquant pas de dégâts directs à la coque.
À l'origine, il avait été envisagé que ces filets (appelés filets Bullivant du nom de leur inventeur) pourraient être déployés en cours de navigation en haute mer, mais leur emploi se révéla très peu pratique dans ces conditions (freinage hydrodynamique, emploi quasiment impossible par mer agitée, risques sérieux d'accidents de personnes lors du déploiement). Avec la vitesse accrue des cuirassés à propulsion par turbines (les Dreadnoughts) leur emploi se compliqua encore davantage et ces filets ne furent plus utilisés qu'au port ou au mouillage sur rade.[réf. souhaitée]
Ils furent finalement abandonnés après la Première Guerre mondiale au profit d'autres dispositifs plus pratiques.